# ليندسي أندرسون
ليندسي أندرسون (بالإنجليزية: Lindsey Anderson)‏ هي منافسة ألعاب القوى أمريكية، ولدت في 23 مايو 1985 في بايسون في الولايات المتحدة.

## وصلات خارجية
- ليندسي أندرسون على موقع الاتحاد الدولي لألعاب القوى (الإنجليزية)
- ليندسي أندرسون على موقع اللجنة الأولمبية الدولية (الإنجليزية)
- ليندسي أندرسون على موقع أوليمبيديا (الإنجليزية)
- ليندسي أندرسون على موقع اللجنة الأولمبية والبارالمبية الأمريكية (الإنجليزية)